# Activité du Special Air Service durant la guerre d'Irak
 (août 2010).
Si vous disposez d'ouvrages ou d'articles de référence ou si vous connaissez des sites web de qualité traitant du thème abordé ici, merci de compléter l'article en donnant les références utiles à sa vérifiabilité et en les liant à la section « Notes et références ».
Les SAS sont intervenus avec d'autres forces spéciales, dans la seconde guerre d'Irak en 2003.

## Préambule
Dans les guerres contre Saddam Hussein, le régiment de SAS Britannique retourne aux sources, retrouvant les missions premières qu’il s’était attribuées à sa création. 
- Frapper au cœur du désert.
- Traquer les cibles ennemies.
- Guider les frappes aériennes avec une extrême précision.

Les stratégies de la guerre du Golfe et de celle d’Afghanistan sont réemployées en 2003 quand les Alliés reviennent affronter l’Irak de Saddam Hussein lors de l'opération liberté irakienne.

## L'approche
Cette fois le SAS australien se joint aux forces spéciales britanniques et américaines. Ils conservent le même rôle, parcourant le désert au cœur des lignes ennemies à la recherche d’armes de destruction massive, qu'ils ne trouveront pas, avant même que l’offensive terrestre ne débute. Ils localisent les aérodromes, guident les frappes aériennes et montent parfois à l’assaut. 

## Les colonnes
Chaque colonne est dotée de 8 Land Rover armées surnommées « Les Panthères Roses ». Elles sont la réminiscence des Jeeps de combat des SAS durant la Seconde Guerre mondiale en Afrique du Nord. Chaque Land Rover sert de base opérationnelle à un groupe de 4 soldats. Elles sont garnies de plusieurs armes, dont des lance-missile Milan, des lance-grenades M19-40 mm et des mitrailleuses Browning.

## L'attaque
Les plus gros affrontements que l’on connaisse se déroulent sur des bases aériennes nommées  H2 et H3 près de la Jordanie. 150 SAS britanniques et 100 australiens approchent en formation de Land Rover armées de mitrailleuses et de lance-grenades. Roulant à grande vitesse les Land Rover des SAS font irruption dans la première base aérienne, puis se séparent pour prendre d’assaut les tours de contrôle et les hangars. Les bâtiments sont nettoyés à la grenade incapacitante. Les bases sont maitrisées en quelques heures et des centaines de soldats irakiens sont capturés. Ils seront évacués par hélicoptères. 

## Le renseignement
Sur les raids plus lointains, on transporte les Land Rover par hélicoptères Chinook. Plus proches et même à l’intérieur de Bagdad les SAS collectent des renseignements sur les troupes et les défenses de la capitale de Saddam et guident les frappes aériennes sur les cibles stratégiques. D’autres patrouilles du SAS surveillent les routes en dehors de la capitale et près des frontières pour intercepter les officiers irakiens en fuite. On pense même qu’ils repèrent Saddam Hussein en personne tandis qu’il se déplace autour de la capitale d’un lieu secret à un autre. Il se peut même que ce soit un groupe du SAS qui demande la frappe qui manque de peu le leader irakien dans un restaurant.

## Conclusion
Durant leur séjour, les SAS ont perdu sept des leurs et une trentaine furent grièvement blessés.
Le fait qu’aucune de ses actions n’a été et ne sera jamais officiellement confirmée et que peu de détails aient été révélés au sujet des médailles attribuées au régiment pour bravoure, n’est pas surprenant. Comme son créateur David Stirling l’a dit en son temps : "le SAS n’aime pas traquer sa proie en public"

## Sources et références
- Commandos des SAS - Les chasseurs de Scud de Tempête du désert

1. ↑  « Bilan sur pertes FS UK en Afghanistan », sur 22SAS12, 11 août 2010